# SI-4
La SI-4 era una vía de comunicación que pertenecía a la Red Local de 2º Orden de Carreteras del Principado de Asturias. Tenía una longitud de 9,2 km y unía las localidades de Pruvia y Noreña.
Comenzaba en un cruce con la carretera AS-381, antigua carretera de Oviedo a Gijón, en Pruvia; y finalizaba en el cruce con la carretera NO-2 en Noreña, al lado de la iglesia, el cementerio y el instituto de educación secundaria de la villa.
Antes de abandonar Pruvia, pasaba al lado de la iglesia parroquial de Santiago el Mayor, para luego atravesar el pueblo de La Barganiza.
Tras discurrir por una zona de monte bajo, pasaba junto al Acuartelamiento Cabo Noval, y tras unos 3 km finaliza en la Avenida de Oviedo (NO-2), en Noreña.
En esta carretera se suelen presentar numerosos bancos de niebla sobre todo en las inmediaciones del cuartel militar.

## Denominaciones actuales
Cuando se publicó el Nuevo catálogo de carreteras del Principado de Asturias del año 2017, la SI-4 subió de local de 2º orden a local de 1º orden, pasando a denominarse AS-384 y haciendo que la SI-4 desapareciera del catálogo.